# ریچا چادا
ریچا چادا (به انگلیسی: Richa Chadda) (زاده ۲ مارس ۱۹۷۳) بازیگر هندی است.
از فیلم‌هایی که وی در آن نقش داشته‌است می‌توان به ساربجیت اشاره کرد.

## فیلم‌شناسی
فهرست برخی از فیلم‌هایی که ریچا چادا در آنها به ایفای نقش پرداخته‌است:
- ساربجیت
- رام و لیلا
- ماسان
- ای خوش‌شانس! ای خوشبختی!
- دارودسته‌های واسیپور
- بخش ۳۷۵
- گچ و تخته پاک‌کن
- پانگا
- عشق سونیا
- علاف‌ها
- بازگشت علاف‌ها
- دارودسته‌های واسیپور- قسمت اول
- دارودسته‌های واسیپور- قسمت دوم
- علاف‌ها ۳
- بنده خدا